# Rykella insignis
Rykella insignis är en kvalsterart som beskrevs av Balogh 1962. Rykella insignis ingår i släktet Rykella och familjen Drymobatidae. Inga underarter finns listade i Catalogue of Life.